# Concerto per violino e orchestra n. 1 (Bartók)
Il Concerto n. 1 per violino e orchestra, Sz. 36 è una composizione di Béla Bartók scritta fra il 1907 e il 1908.

## Storia
Bartok compose il suo primo concerto per violino e orchestra iniziandolo nel luglio 1907; il lavoro fu terminato a Budapest il 5 febbraio 1908, anno che fu particolarmente felice per il compositore ungherese sotto il profilo creativo. Le sue attenzioni verso la pedagogia lo avevano spinto in quell'epoca a scrivere una serie di brani pianistici con il fine di colmare le lacune del repertorio per i principianti; nacque così la prima serie di ventiquattro pezzi tratti da canzoni popolari ungheresi e slovacche costituente il ciclo Per i bambini. Nel maggio di quello stesso anno Bartók completò un’altra composizione pianistica, le 14 Bagatelle op.6, e inoltre terminò il suo primo quartetto per archi in la minore op. 7, salutato dal suo fraterno amico e collega Zoltán Kodály quale capolavoro «come non ne erano stati più scritti dagli ultimi Quartetti di Beethoven». L’ispirazione a comporre il suo Primo Concerto per violino Bartók la ebbe nel periodo in cui durò la breve amicizia per la violinista Stefi Geyer (1888-1956), da lui conosciuta allorché era professore di pianoforte all’Accademia musicale di Budapest. Rimasto affascinato dalla talentuosa diciannovenne ragazza, allieva di Jenő Hubay (professore di violino anche del direttore d’orchestra Eugene Ormandy), Bartók iniziò a lavorare sulla partitura del Primo Concerto il 1º luglio 1907, alcuni giorni dopo aver compiuto un viaggio a Jászberény, villaggio situato a una sessantina di chilometri a est di Budapest. 
Ma poco tempo dopo aver terminato la partitura il 5 febbraio, Bartók dovette prendere atto che la sua relazione con la violinista si andava deteriorando. La ragione di ciò sembra sia stata dovuta ad una inconciliabile divergenza di opinioni in materia di religione. In una lettera datata 6 settembre 1907, Bartók aveva confessato a Stefi il proprio ateismo; una convinzione di cui si sarebbe ricreduto solo diversi anni dopo allorché si convertì (lui, nato da una famiglia di tradizione cattolica) alla fede religiosa unitaria. La rottura del rapporto indusse Bartók alla drastica decisione di mutilare il Concerto, utilizzando il suo primo movimento come il primo dei Due ritratti op. 5 recante il sottotitolo “Un ideale” (mentre il secondo “Un’immagine deformata”, quasi una caricatura beffarda dell’ideale puro e agognato che lo precede, è la versione orchestrale della quattordicesima bagatella per pianoforte); quanto alla partitura originale del Concerto, essa fu gelosamente custodita dalla Geyer fino alla sua morte e affidata al direttore d’orchestra Paul Sacher, che ne diresse la prima esecuzione assoluta il 30 marzo 1958 a Basilea, con la parte solistica assegnata al violinista svizzero Hansheinz Schneeberger.

## Struttura
Fino al gennaio 1908, Bartók meditava ancora di scrivere un concerto nei tradizionali tre tempi, ma poi preferì articolare l’opera in due soli movimenti dal forte contrasto: il primo concepito come «un ritratto musicale idealizzante di Stefi Geyer, trascendente e intimo» ed il secondo raffigurante invece «la vera Stefi, gaia, spiritosa e divertente».

### Andante sostenuto
Il primo movimento si caratterizza per il motivo musicale formato dalle note Re - Fa diesis - La - Do diesis in ordine ascendente che in una lettera del settembre 1907 Bartók presentò a Stefi scrivendo: «ecco il tuo leitmotiv». Esso è introdotto dal solista, al quale sono affidate le prime sette battute senza accompagnamento orchestrale. Gli altri strumenti entrano progressivamente, senza mai dimenticare il tema introduttivo, che ricompare con grande evidenza ad opera dei fiati all’unisono, mentre il violino solista si libra per una tessitura più acuta. Tra cromatismi esasperati, il solista ritorna timidamente al tema, ma un tono e mezzo più sotto, mutandolo tuttavia dopo le prime cinque note, poi cede il passo all’orchestra per un breve interludio sinfonico (in tempo Poco meno sostenuto), in cui gli oboi hanno un ruolo da protagonisti. Dopo una breve solenne declamazione degli archi, il solista ripete variamente il tema, dapprima accompagnato dai primi violini e dai flauti, poi con il sostegno di una robusta fanfara di trombe, tromboni e basso tuba e successivamente del triangolo e dell’arpa; infine, conclude il movimento quasi zittendo l’orchestra nelle ultime sette battute in cui ripropone con tenace lirismo l’iniziale modulo ascendente del tema. 

### Allegro giocoso
Il secondo movimento, al contrario del precedente in cui domina dal principio alla fine il motivo dell’Ideale, comprende una molteplicità di temi, talvolta appena annunciati ma sempre ripresi.
Un primo tema, dal carattere energico e vigoroso, è presentato dal solista, dapprima senza accompagnamento e successivamente con il sostegno di brevi interventi orchestrali. Un secondo tema, più amabile e tranquillo del precedente, prende inizio su due lunghi sol bassi e si innalza con intervalli che richiamano il tema del precedente movimento. Un terzo tema, in tempo Meno allegro e rubato, è di struttura discendente, quasi un’inversione del primo citato. La natura scherzosa, quasi burlesca del secondo movimento è sottolineata dall’intervento in forma di gruppetti dei fagotti, violoncelli e contrabbassi. Il virtuosismo del solista aumenta, interrotto da un interludio sinfonico e da un episodio in tempo Molto sostenuto nel quale viene ripreso e variato un tema precedente. Poi, l’orchestra sembra volersi poco a poco ritirare lasciando il solista senza accompagnamento; a questi, dopo uno “stringendo” e “ritardando e diminuendo” si direbbe che spetti concludere con una reminiscenza del tema “ideale”. Ma dopo una breve pausa, cinque battute dell’orchestra capovolgono la situazione suggellando il concerto con una stentorea perorazione finale.